# 547508 Perehorts
547508 Perehorts este o planetă minoră (asteroid) din centura de asteroizi. A fost descoperită pe 26 septembrie 2010 la  de . 
Obiectul prezintă o orbită caracterizată de o semiaxă mare de 2,8568648980223 UAi, o excentricitate de 0,14107869744424, o înclinație de 10,062385114876 ° în raport cu ecliptica.